# Séisme de mars 2007 en Indonésie
Le  séisme de mars 2007 en Indonésie est un séisme d'une magnitude de 6 sur l'échelle de Richter. Le séisme aurait fait au moins 82 morts.